# ヌプリオンド
ヌプリオンドは、北海道の川上郡弟子屈町にある標高231.3mの山である。山頂には四等三角点「登音洞」が設置されている。

## 概要
屈斜路カルデラ外輪山の特宍丑から東に伸びる支稜線上のイクルシベ山を経て釧路川に突き出るように形成された小山で、1万年～5500年ほど前に活動した溶岩円頂丘とされる。屈斜路原野にある温泉宿はヌプリオンド温泉として知られるほか、ヌプリオンド遺跡と呼ばれる遺跡も存在する。
山名はアイヌ語の「ヌプリ・オホンド（山・尻）」が語源とされる。三角点名「登音洞」はヌプリオンドを漢字表記にしたもので「のぼりおんどう」と読み、山麓では阿寒バスのバス停に「登音洞」という地名が使われている。